# غادة أبو عضل
غادة أبو عضل حسون ()- إعلامية لبنانية

## مشوارها المهني
تخرّجت من كلية الإعلام الجامعة اللبنانية
إنضمت إلى تلفزيون المستقبل عند انطلاقته في 1992 وبدأت في قسم الأخبار لتقديم النشرات الأخبارية الصباحية والمسائية على مدى ثلاث سنين.
إنتقلت بعدها لتقدم برامج منوعة أشهرها عالم الصباح وفقرة " عشبة بتشفي"
عملت بمركز توثيق معلومات «بيت المستقبل» و بدار نشر قبل ذلك.
تعمل في تدريس لغة الجسد وإلقاء الخطابات لطلاب الإعلامإضافة لتغطية حفل جوائز الموريكس دور عام 2017 قدمت حفل المبتدئات الدولي- le 20eme Bal International des debutantes " في كازينو
لبنان"

### حياتها الأسرية
متزوجة ولديّها ولدان اسمها ريبيكا ونيكولا